# محرمان
محرمان، روستایی از توابع بخش احمدسرگوراب شهرستان شفت در استان گیلان است.

## جمعیت
این روستا در دهستان چوبر قرار دارد و براساس سرشماری مرکز آمار ایران در سال ۱۳۹۵، جمعیت آن ۲۳۵ نفر (۷۴ خانوار) بوده‌است.